# David Cohen Nassy
David Cohen Nassy (* 1612), was een kolonist die verschillende Joodse kolonies stichtte in het Caraibisch gebied. Hij had meerdere bijnamen: Cristovão de Távora (zijn christelijke naam) en José Nunes da Fonseca (zijn handelsnaam).
Hij vluchtte naar Amsterdam voor de Portugese inquisitie. Hij trouwde met Ribca (Maria) Drago en ze kregen 12 kinderen. David woonde in Amsterdam en kreeg in 1662 van Abraham Cohen toestemming om naar Cayenne (Frans Guiana) te vertrekken. In 1664 vertrok hij met een groot aantal andere Joden, maar het werd hem niet toegestaan daar 'volksplantingen' te beginnen. David en zijn gezelschap reisden vervolgens naar Suriname, waar ze zich vestigden in Jodensavanne aan de Surinamerivier.